# Cerkev Žalostne matere Božje, Breznica
Cerkev Žalostne matere božje je župnijska cerkev, ki se nahaja na Breznici. Stoji ob lokalni cesti Moste – Begunje med pokopališčem in župniščem. Cerkev vključuje vhodni del, ladijsko dvorano, krstilnico, štiri stranske kapele, prezbiterij z dodatno kapelo in zakristijo.
Po odcepitvi vasi Hraše in Hlebce iz tedanje Župnije Rodine leta 1787 je bila tedanja župnijska cerkev sv. Klemna na vzhodnem robu župnije, zato so sedež župnije premaknili iz Rodin na Breznico, ki je v sredini župnije. Gradnjo cerkve so začeli leta 1819. Arhitekt cerkve je bil Blasio Zamolo iz Gemone (Humina).
Zaradi oteženega vzdrževanja so ob graditvi nove cerkve podrli dve bližnji podružnični cerkvi: cerkev sv. Nikolaja na Breznici in cerkev sv. Lovrenca nad Zabreznico, ki je bila kasneje znova zgrajena. Oltarja iz obeh cerkva so prenesli v novo župnijsko cerkev. Prav tako so z Rodin na Breznico prenesli zvon, uro in krstni kamen. Nad vhodno fasado se dviguje zvonik, ki se končuje s čeladasto streho, z večjo in manjšo svetlobnico ter križem na vrhu. Zvonik ima na vseh straneh pravokotna okna in številčnico z uro. Ladja cerkve je širša in vključuje kapele, z okni na južni in severni strani ter stranskimi vhodi. Prezbiterij je ožji in se triosminsko zaključuje z velikimi podolžnimi okni iz barvastih stekel. Glavni vhod je okrašen s pravokotnim portalom in profiliranim nadstreškom, ki se nadaljuje v trikotnik z napisom gradbenika: Fecit Blasio Zamolo di Gemona. 
Ob cerkvi stoji marmornat spomenik padlim v prvi svetovni vojni, postavljen 1931 po načrtih Jožeta Plečnika, ki povzema idejo gotskega svetilnika.
Cerkev je posvetil škof Avguštin Gruber na dan sv. Avguština, 28. avgusta 1821, ki je tedaj prvič dokumentirano pridigal v slovenskem jeziku.
Cerkev je začetek Vovkove romarske poti.